# Charles Webster
Charles Webster est un musicien, DJ et producteur britannique de musique électronique. Il réside actuellement à Sheffield.

## Biographie
Il naît Nottingham, Nottinghamshire, Angleterre, Royaume-Uni. Il commence la musique à l'âge de 15 ans, parallèlement à des études d'art et de photographie. Il se construit progressivement une solide réputation dans les années 1980, pour devenir incontournable au cours des années 1990, dans la production de disques de house.
L'année 1998 marque un tournant dans sa carrière avec la sortie d'un premier album sous le nom de Presence, All Systems Gone. Visiblement séduit par cette première aventure et sollicité par le label de musique électronique Peacefrog Records, il sort un album sous son nom Born on the 24th of July en 2001,.

## Discographie partielle

### Albums studio
- 1999 : Presence - All Systems Gone
- 2001 : Charles Webster - Born on the 24th of July (Peacefrog Records)
- 2003 : Charles Webster - Remixed on the 24th of July (Peacefrog Records)
- 2013 : No Lucky Days (album)